# Ministère des Affaires étrangères (Espagne)
Pour les autres articles nationaux ou selon les autres juridictions, voir Ministère des Affaires étrangères.
Le ministère des Affaires étrangères, de l'Union européenne et de la Coopération (en espagnol : Ministerio de Asuntos Exteriores, Unión Europea y Cooperación) est le département ministériel chargé des relations internationales en Espagne. 
Il est dirigé, depuis le 12 juillet 2021, par le socialiste José Manuel Albares.
Son siège est situé au Palacio de Santa Cruz, à Madrid.

## Historique
L'histoire diplomatique espagnole plonge ses racines dans les royaumes ibériques médiévaux : Castille, Aragon, Navarre, etc. Leurs souverains entretiennent des relations diplomatiques par le biais de représentants, d'émissaires et d'ambassadeurs. Avec les Rois catholiques et l'union des royaumes s'affirme l'administration des affaires étrangères de la Couronne. Ainsi, dès 1475, Ferdinand d'Aragon dispose d'un ambassadeur permanent près le Saint-Siège. Cette initiative se poursuit au cours des années suivantes avec l'accréditation d'ambassadeurs permanents dans les grandes cours européennes : Londres, Paris, Naples. Ce développement s'accompagne de la création de bureaux chargés de centraliser la politique internationale du roi, et permet à l'Espagne de disposer du plus vaste réseau diplomatique européen au XVIe siècle. En 1526, Charles Quint crée à Madrid le Conseil d'État, qu'il charge de coordonner l'activité diplomatique des couronnes espagnoles.
La création au cabinet du roi d'une charge ministérielle consacrée aux relations internationales du royaume d'Espagne est l'œuvre de Philippe V d'Espagne. Il réorganise le cabinet, qu'il divise en départements en 1714, dont le principal est le secrétariat d'État, qui est généralement de fait le chef du gouvernement, sous le contrôle direct du monarque. Avec la fin de l’absolutisme en 1833, le secrétariat d'État devient ministère d'État et se trouve alors chargé plus particulièrement des relations diplomatiques, tandis que la direction de l'exécutif est confiée au président du Conseil des ministres. Francisco de Zea Bermúdez devient le premier ministre d'État. C'est à cette époque que commence à s'organiser le corps diplomatique espagnol. En 1844 est promulguée une première loi, qui sera suivie d'une autre en 1883, qui fixe les conditions de recrutement des diplomates espagnols. Cette organisation des services diplomatiques se poursuivra au cours des décennies suivantes.
Ce n'est qu'en 1938 que le ministère prend son appellation actuelle de ministère des Affaires étrangères ; Francisco Gómez Jordana y Sousa en étant le premier titulaire, nommé par Franco. Depuis 2004, le département porte le titre de ministère des Affaires étrangères et de la Coopération.

## Missions
Contrairement à la plupart des départements ministériels qui ont transféré nombre de leurs compétences aux communautés autonomes à la suite de la décentralisation prévue par la constitution espagnole de 1978, le ministère des Affaires étrangères a pu conserver toutes ses prérogatives. La Loi fondamentale classe en effet la diplomatie parmi les compétences régaliennes exclusives de l'État, les relations internationales restant donc du strict domaine du ministère.
Le ministère a donc pour rôle de diriger l'action extérieure de l'Espagne, qu'il planifie, exécute et évalue. Il se charge de maintenir et de renforcer les relations entre l'Espagne et les puissances étrangères, et favorise la coopération économique, culturelle et scientifique avec ces dernières. Il promeut à l'extérieur la langue et la culture nationale, protège les citoyens espagnols à l'étranger et élabore la politique des visas. Pour ce faire, il dispose du réseau diplomatique et consulaire. Enfin, le ministère se charge de la coopération internationale et de l'aide au développement.

## Organisation

### Administration centrale
Le ministère s'organise de la façon suivante :
- ministre des Affaires étrangères, de l'Union européenne et de la Coopération
  - secrétariat d'État aux Affaires étrangères et globales
    - direction générale de la Politique extérieure et de la Sécurité
    - direction générale des Nations unies, des Organisations internationales et des Droits humains
    - direction générale du Maghreb, de la Mer méditerranée et du Proche-Orient
    - direction générale de l'Afrique
    - direction générale de l'Amérique du Nord, de l'Europe orientale, de l'Asie et du Pacifique

  - secrétariat d'État à l'Union européenne
    - Secrétariat général pour l'Union européenne
      - direction générale de l'Intégration et de la Coordination des affaires générales de l'Union européenne
      - direction générale de la Coordination du marché intérieur et des autres politiques communautaires

    - direction générale de l'Europe occidentale, centrale, et du Sud-est de l'Europe

  - secrétariat d'État à l'Amérique latine et aux Caraïbes et à l'Espagnol dans le monde
    - direction générale de l'Amérique latine et des Caraïbes
    - direction générale de l'Espagnol dans le monde

  - secrétariat d'État à la Coopération internationale
    - direction générale des Politiques de développement durable

  - sous-secrétariat des Affaires étrangères, de l'Union européenne et de la Coopération
    - secrétariat général technique
    - direction générale du Service extérieur
    - direction générale des Espagnols de l'étranger et des Affaires consulaires
    - direction générale du Protocole, de la Chancellerie et des Ordres

  - direction générale de la Communication, de la Diplomatie publique et des Réseaux
  - direction générale de la Diplomatie économique

### Institutions rattachées
Plusieurs organismes et institutions sont sous la tutelle du ministère, pour leur liens avec la politique internationale du pays et l'administration qui en a la charge.
- l'École diplomatique est dédiée au recrutement et à la formation initiale et continue du corps diplomatique ;
- l'Agence espagnole pour la coopération internationale au développement a pour mission de mettre en œuvre concrètement la politique définie par le secrétariat d'État à la coopération internationale ;
- l'Institut Cervantes est l'institution chargée de la diffusion de par le monde de la langue et de la culture espagnoles ;
- l'Académie royale espagnole à Rome, une institution culturelle.
- Le réseau des Casas, qui coordonne les relations diplomatiques avec de grandes zones culturelles : Casa Árabe, Casa Israël-Séphari, de América, Casa de África, Casa de Asia.

## Titulaires

### Seconde République
| Nom                                                                         | Nom                      | Dates du mandat | Dates du mandat | Parti | Gouvernement(s)                    |
| --------------------------------------------------------------------------- | ------------------------ | --------------- | --------------- | ----- | ---------------------------------- |
|                                                                             | Alejandro Lerroux        | 14/04/1931      | 12/08/1931      | PRR   | Ier et IIe Gouvernement Provisoire |
|                                                                             | Luis Zulueta y Escolano  | 16/08/1931      | 12/06/1933      | PRLD  | Azaña II                           |
|                                                                             | Fernando de los Ríos     | 12/06/1933      | 12/09/1933      | PSOE  | Azaña III                          |
|                                                                             | Claudio Sánchez-Albornoz | 12/09/1933      | 16/12/1933      | AR    | Lerroux I et Barrio I              |
|                                                                             | Leandro Pita             | 16/12/1933      | 4/10/1934       | sans  | Lerroux II, III et Samper I        |
|                                                                             | Ricardo Samper           | 4/10/1934       | 16/11/1934      | PRR   | Lerroux IV                         |
|                                                                             | Juan José Rocha García   | 16/11/1934      | 25/08/1935      | PRR   | Lerroux IV, V et VI                |
|                                                                             | Alejandro Lerroux        | 25/08/1935      | 29/10/1935      | PRR   | Chapaprieta I                      |
|                                                                             | José Martínez de Velasco | 29/10/1935      | 30/01/1935      | PAE   | Chapaprieta II et Portella I       |
|                                                                             | Joaquín Urzáiz Cadaval   | 30/01/1935      | 19/02/1936      | DLR   | Portella II                        |
|                                                                             | Augusto Barcia Trelles   | 19/02/1936      | 16/07/1936      | IR    | Azaña IV, V, Intérim et Quiroga    |
|                                                                             | Justino de Azcárate      | 16/07/1936      | 16/07/1936      | PNR   | Barrio II                          |
|                                                                             | Augusto Barcia Trelles   | 16/07/1936      | 4/09/1936       | IR    | Giral                              |
|                                                                             | Julio Álvarez del Vayo   | 4/09/1936       | 16/05/1937      | PSOE  | Caballero I et II                  |
|                                                                             | José Giral               | 16/05/1937      | 5/04/1938       | IR    | Negrín I                           |
|                                                                             | Julio Álvarez del Vayo   | 5/04/1938       | 6/03/1939       | PSOE  | Negrín II                          |
| Dans l’intervalle entre deux mandats, le ministre sortant assure l’intérim. |                          |                 |                 |       |                                    |

### Période franquiste
| Nom                                                                         | Nom                           | Dates du mandat | Dates du mandat | Parti      | Gouvernement(s)          |
| --------------------------------------------------------------------------- | ----------------------------- | --------------- | --------------- | ---------- | ------------------------ |
|                                                                             | Francisco Gómez-Jordana Sousa | 30/01/1938      | 09/08/1939      | Movimiento | Franco I                 |
|                                                                             | Juan Luis Beigbeder           | 12/08/1939      | 16/10/1940      | Movimiento | Franco II                |
|                                                                             | Ramón Serrano Súñer           | 16/10/1940      | 03/09/1942      | Movimiento | Franco II et III         |
|                                                                             | Francisco Gómez-Jordana Sousa | 03/09/1942      | 12/08/1944      | Movimiento | Franco IV                |
|                                                                             | José Félix de Lequerica       | 12/08/1944      | 20/07/1945      | Movimiento | Franco IV                |
|                                                                             | Alberto Martín-Artajo         | 20/07/1945      | 25/02/1957      | Movimiento | Franco V, VI et VII      |
|                                                                             | Fernando María Castiella      | 25/02/1957      | 29/10/1969      | Movimiento | Franco VIII, IX, X et XI |
|                                                                             | Gregorio López-Bravo          | 29/10/1969      | 11/06/1973      | Movimiento | Franco XII               |
|                                                                             | Laureano López Rodó           | 11/06/1973      | 03/01/1974      | Movimiento | Carrero Blanco           |
|                                                                             | Pedro Cortina Mauri           | 03/01/1974      | 11/12/1975      | Movimiento | Arias I et II            |
|                                                                             | José María de Areilza         | 23/12/1975      | 07/1976         | Movimiento | Arias III                |
|                                                                             | Marcelino Oreja               | 07/1976         | 05/07/1977      | Movimiento | Suárez I                 |
| Dans l’intervalle entre deux mandats, le ministre sortant assure l’intérim. |                               |                 |                 |            |                          |

### Depuis 1977
| Nom | Nom                         | Dates du mandat | Dates du mandat | Parti | Gouvernement(s)         |
| --- | --------------------------- | --------------- | --------------- | ----- | ----------------------- |
| | Marcelino Oreja             | 05/07/1977      | 09/09/1980      | UCD   | Suárez II et III        |
| | José Pedro Pérez-Llorca     | 09/09/1980      | 02/12/1982      | UCD   | Suárez III Calvo-Sotelo |
| | Fernando Morán              | 03/12/1982      | 05/07/1985      | PSOE  | González I              |
| | Francisco Fernández Ordóñez | 05/07/1985      | 24/06/1992      | PSOE  | González I, II et III   |
| | Javier Solana               | 24/06/1992      | 18/12/1995      | PSOE  | González III et IV      |
| | Carlos Westendorp           | 18/12/1995      | 05/05/1996      | PSOE  | González IV             |
| | Abel Matutes                | 06/05/1996      | 27/04/2000      | PP    | Aznar I                 |
| | Josep Piqué                 | 28/04/2000      | 10/07/2002      | Sans  | Aznar II                |
| | Ana Palacio                 | 10/07/2002      | 17/04/2004      | PP    | Aznar II                |
| | Miguel Ángel Moratinos      | 18/04/2004      | 20/10/2010      | PSOE  | Zapatero I et II        |
| | Trinidad Jiménez            | 20/10/2010      | 21/12/2011      | PSOE  | Zapatero II             |
| | José Manuel García-Margallo | 22/12/2011      | 03/11/2016      | PP    | Rajoy I                 |
| | Alfonso Dastis              | 04/11/2016      | 07/06/2018      | Sans  | Rajoy II                |
| | Josep Borrell               | 07/06/2018      | 30/11/2019      | PSOE  | Sánchez I               |
| | Margarita Robles (a.i.)     | 30/11/2019      | 13/01/2020      | Sans  | Sánchez I               |
| | Arancha González            | 13/01/2020      | 12/07/2021      | Sans  | Sánchez II              |
| | José Manuel Albares         | 12/07/2021      | En fonction     | PSOE  | Sánchez II et III       |
| Dans l’intervalle entre deux mandats, le ministre sortant assure l’intérim Titres successifs : - Depuis 2018 : Affaires étrangères, Union européenne et Coopération |                             |                 |                 |       |                         |

## Logotype

Logo du ministère des Affaires étrangères et de la Coopération entre 2004 et 2018.
Logo du ministère des Affaires étrangères, de l'Union européenne et de la Coopération depuis 2018.